# Eurata obsoleta
Eurata obsoleta là một loài bướm đêm thuộc phân họ Arctiinae, họ Erebidae.